# Schnellmichbach
Der Schnellmichbach oder Schnellbach ist ein linker Zufluss des Näßlichbachs im Main-Kinzig-Kreis im hessischen Spessart.

## Geographie

### Verlauf

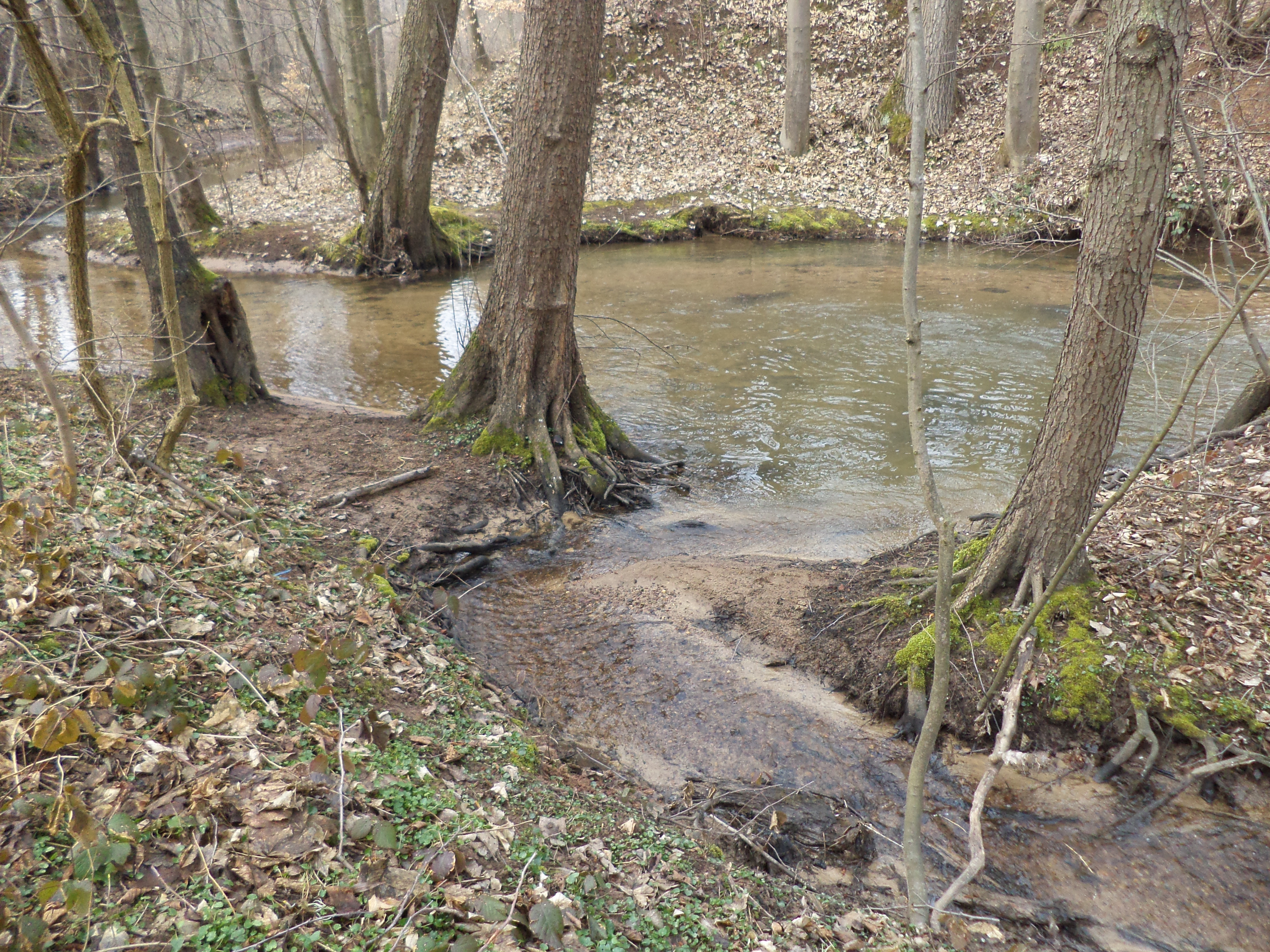
Der Schnellmichbach (vorne) mündet in den Näßlichbach (von rechts nach links)

Der Schnellmichbach entspringt westlich von Geiselbach zwischen dem Seiteberg (335 m) und dem Sölzertsberg (351 m), in der Nähe der Landesgrenze zu Bayern, am Frohnbügel. 
Er verläuft nach Nordwesten Richtung Neuses und unterquert die Landstraße 3444, die auf der früher bestehenden Trasse der Freigerichter Kleinbahn verläuft. Der Schnellmichbach fließt dann zwischen Riesenküppel (200 m) und Dickersberg nach Horbach, wo er die Landstraße 3269 quert und am Ortsrand in den Näßlichbach mündet.

### Flusssystem Kinzig
- Liste der Fließgewässer im Flusssystem Kinzig (Main)